# Eduard Groppe
Eduard Groppe (* in Höxter; † 1909) war ein deutscher Verlagsbuchhändler.

## Leben
1865 gründete er in Trier seinen eigenen Verlag, nachdem er zuvor Lehrling in Paderborn (bei Schöningh) und u. a. Mitarbeiter in Dresden und Köln gewesen war.
Eduard Groppe war Gründer des Trierischen Anzeigenblattes, des heutigen Trierischen Volksfreundes.
Groppe verlegte zudem das katholische Sonntagsblatt Eucharius sowie 1883 Geilers von Kaisersberg ausgewählte Schriften.
Sein Sohn war der General Theodor Groppe, sein Enkel war der Jesuit und Publizist Lothar Groppe.
Sein Urenkel war der Fotograf, Journalist und Buchautor Heinz-Peter Baecker.